# 광주원주고속도로
광주원주고속도로(廣州原州高速道路, 고속국도 제52호선)는 경기도 광주시를 기점으로, 강원특별자치도 원주시를 종점으로 하여 동서를 잇는 대한민국의 고속도로이다. 영동고속도로 교통량 증가와 지역개발을 촉진하기 위해 제2영동고속도로주식회사에서 2011년 11월 11일에 착공하여 2016년 11월 11일에 개통된 민간투자고속도로이다. 총 연장 56.95km이다.

## 역사
- 2003년 2월 : 민간제안사업 제안서 제출
- 2006년 11월 : 고속도로 사업 우선협상대상자 선정
- 2007년 5월 : 제2영동고속도로 설립
- 2008년 1월 3일 : 경기도 광주시 ~ 강원도 원주시 구간을 고속국도 제52호선 광주원주고속도로(광주 ~ 원주선)로 지정[1]
- 2008년 5월 : 실시협약 체결
- 2008년 6월 : 사업시행자 지정
- 2010년 3월 4일 : 민간투자사업 실시계획 승인 및 고속도로 신설을 위해 경기도 광주시 초월읍 선동리 ~ 강원도 원주시 가현동 56.952km 구간 도로구역 결정[2]
- 2011년 11월 11일 : 전 구간 착공
- 2014년 : 월송 나들목 착공[3]
- 2015년 2월 24일 : 월송 나들목 신설을 위해 경기도 광주시 초월읍 선동리 ~ 강원도 원주시 가현동 56.952km 구간 도로구역 변경[4]
- 2015년 3월 27일 : 국토교통부고시로 기점을 '경기도 광주시 초월읍 늑현리', 종점을 '강원도 원주시 가현동'으로 명시[5]
- 2015년 5월 27일 : 도로명주소로 광주원주고속도로로 고시[6]
- 2015년 7월 27일 : 2016년 11월까지 동여주 나들목 신설을 위해 경기도 광주시 초월읍 선동리 ~ 강원도 원주시 가현동 56.952km 구간 도로구역 변경[7]
- 2015년 10월 7일 : 동여주 나들목 (하이패스 전용 나들목) 착공[8]
- 2015년 12월 31일 : 광주원주고속도로 교차로 명칭 최종 확정[9]
- 2016년 10월 20일 : 이포 나들목을 흥천이포 나들목으로 명칭 변경[10]
- 2016년 11월 11일 : 서원주 나들목을 제외한 경기광주 분기점 ~ 원주 분기점 56.95km 구간 개통[11]
- 2017년 2월 28일 : 서원주 나들목 개통[12][13]

## 구성
차로수
- 전 구간 왕복 4차로

총 연장
- 59.65km

제한 속도

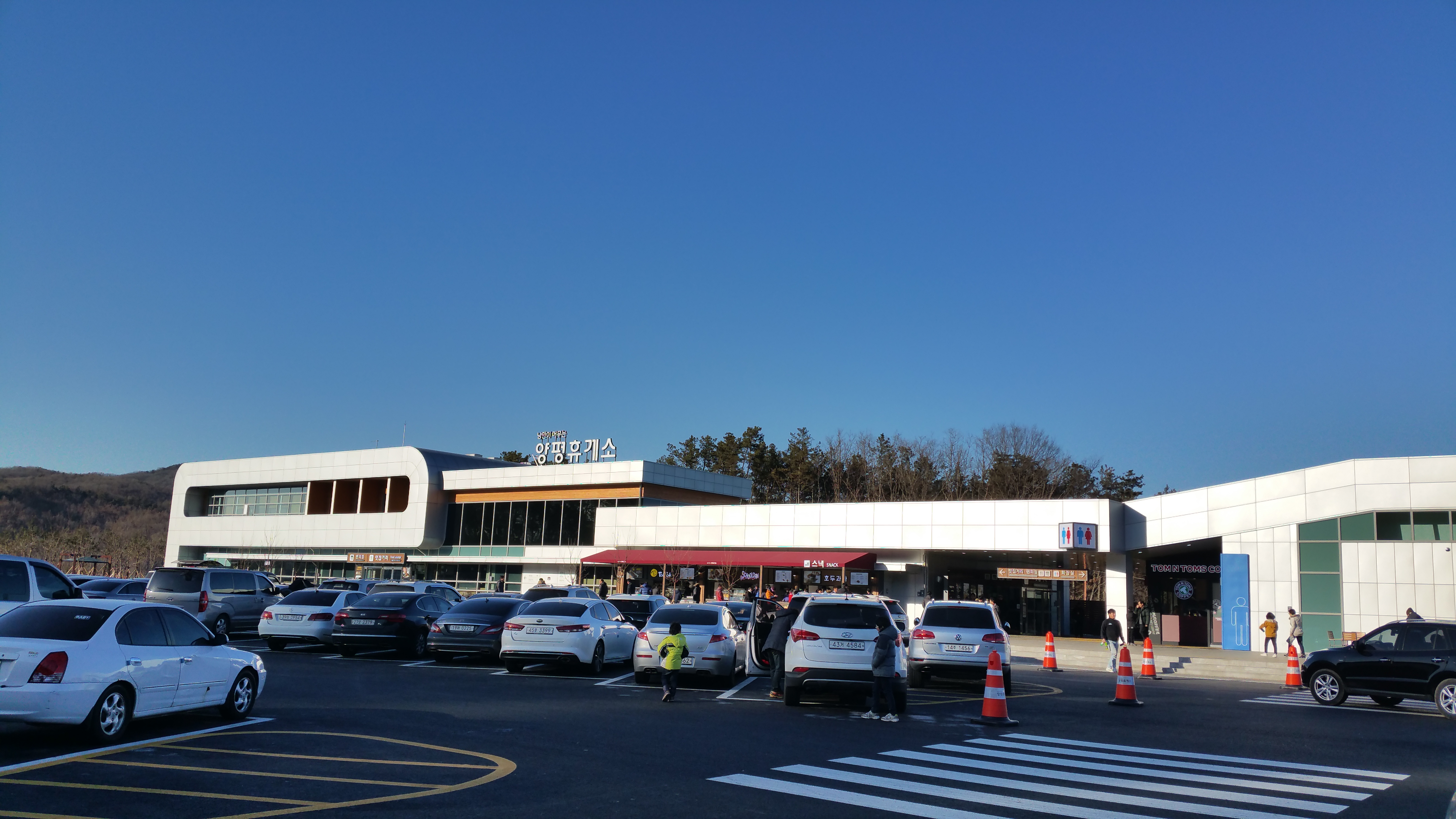
양평휴게소(광주방향)

- 전 구간 최고 100km/h, 최저 50km/h

터널
| 터널 이름   | 소재지                              | 길이   | 준공 년도 | 비고      |
| ----------- | ----------------------------------- | ------ | --------- | --------- |
| 초월터널    | 경기도 광주시 곤지암읍 열미리       | 1,606m | 2016년    | 원주 방면 |
| 초월터널    | 경기도 광주시 초월읍 학동리         | 1,611m | 2016년    | 광주 방면 |
| 곤지암1터널 | 경기도 광주시 곤지암읍 오향리       | 881m   | 2016년    | 원주 방면 |
| 곤지암1터널 | 경기도 광주시 곤지암읍 열미리       | 896m   | 2016년    | 광주 방면 |
| 곤지암2터널 | 경기도 광주시 곤지암읍 장심리       | 1,596m | 2016년    | 원주 방면 |
| 곤지암2터널 | 경기도 광주시 곤지암읍 오향리       | 1,601m | 2016년    | 광주 방면 |
| 곤지암3터널 | 경기도 광주시 곤지암읍 유사리       | 745m   | 2016년    | 원주 방면 |
| 곤지암3터널 | 경기도 광주시 곤지암읍 유사리       | 735m   | 2016년    | 광주 방면 |
| 산북터널    | 경기도 여주시 산북면 송현리         | 1,666m | 2016년    | 원주 방면 |
| 산북터널    | 경기도 여주시 산북면 송현리         | 1,671m | 2016년    | 광주 방면 |
| 금사터널    | 경기도 여주시 금사면 주록리         | 441m   | 2016년    | 원주 방면 |
| 금사터널    | 경기도 여주시 금사면 주록리         | 391m   | 2016년    | 광주 방면 |
| 대신터널    | 경기도 여주시 대신면 장풍리         | 1,211m | 2016년    | 원주 방면 |
| 대신터널    | 경기도 여주시 대신면 장풍리         | 1,196m | 2016년    | 광주 방면 |
| 양동터널    | 경기도 양평군 양동면 단석리         | 280m   | 2016년    | 원주 방면 |
| 양동터널    | 경기도 양평군 양동면 단석리         | 275m   | 2016년    | 광주 방면 |
| 지정1터널   | 경기도 양평군 양동면 삼산리         | 615m   | 2016년    | 원주 방면 |
| 지정1터널   | 경기도 양평군 양동면 삼산리         | 655m   | 2016년    | 광주 방면 |
| 지정2터널   | 강원특별자치도 원주시 지정면 월송리 | 2,790m | 2016년    | 원주 방면 |
| 지정2터널   | 강원특별자치도 원주시 지정면 판대리 | 2,370m | 2016년    | 광주 방면 |
| 지정3터널   | 강원특별자치도 원주시 지정면 월송리 | 905m   | 2016년    | 원주 방면 |
| 지정3터널   | 강원특별자치도 원주시 지정면 월송리 | 890m   | 2016년    | 광주 방면 |
| 매봉터널    | 강원특별자치도 원주시 가현동        | 555m   | 2016년    | 원주 방면 |
| 매봉터널    | 강원특별자치도 원주시 가현동        | 530m   | 2016년    | 광주 방면 |

교량

## 나들목 · 분기점
- 여기서 숫자는 진출입교차점 (IC 및 JC) 번호를 말하고, TG는 요금소 (tollgate), SA는 휴게소 (Service Area)를 뜻한다. 나들목의 명칭은 2015년 12월 31일에 확정되었고,[9] 흥천이포 나들목만 2016년 10월 20일에 변경되었다.
- 거리의 단위는 km이다.

| 번호                     | 이름            | 로마자 이름         | 구간 거리 | 누적 거리 | 접속 노선                                                  | 소재지         | 소재지 | 비고                                                                            |
| ------------------------ | --------------- | ------------------- | --------- | --------- | ---------------------------------------------------------- | -------------- | ------ | ------------------------------------------------------------------------------- |
| 1                        | 경기광주 분기점 | Gyeonggi-Gwangju JC | -         | 0.00      | 35호선 중부고속도로 37호선 제2중부고속도로                 | 경기도         | 광주시 | 광주방향의 경우 중부고속도로(통영방향) 및 제2중부고속도로(이천방향) 진출 불가능 |
| 2                        | 초월            | Chowol              | 1.70      | 1.70      | 국도 제3호선 (성남이천로)                                  | 경기도         | 광주시 | 원주방향 진입과 광주방향 진출만 가능 광주방향 직진시 성남이천로 직결            |
| 3                        | 동곤지암        | E.Gonjiam           | 6.60      | 8.30      | 국가지원지방도 제98호선 (광여로)                           | 경기도         | 광주시 |                                                                                 |
| SA                       | 경기광주휴게소  | Gyeonggi-Gwangju SA |           |           |                                                            | 경기도         | 광주시 | 양방향                                                                          |
| 4                        | 흥천이포        | Heungcheon-Ipo      | 10.20     | 18.50     | 국가지원지방도 제70호선 (이여로) (45호선 중부내륙고속도로) | 경기도         | 여주시 | 나들목 진출 시 중부내륙고속도로 북여주 나들목과 간접 연결                       |
| 5                        | 대신            | Daesin              | 5.88      | 24.38     | 국도 제37호선 (여양로) 국가지원지방도 제88호선 (여양로)    | 경기도         | 여주시 |                                                                                 |
| 6                        | 동여주          | E.Yeoju             | 8.66      | 33.04     | 국가지원지방도 제88호선 (고달사로)                         | 경기도         | 여주시 | 하이패스 전용 나들목                                                            |
| SA                       | 양평휴게소      | Yangpyeong SA       |           |           |                                                            | 경기도         | 양평군 | 양방향                                                                          |
| 7                        | 동양평          | E.Yangpyeong        | 7.12      | 40.16     | 지방도 제349호선 (원양1로)                                 | 경기도         | 양평군 |                                                                                 |
| 8                        | 서원주          | W.Wonju             | 9.81      | 49.97     | 월송석화로                                                 | 강원특별자치도 | 원주시 |                                                                                 |
| 9                        | 신평 분기점     | Sinpyeong JC        | 3.25      | 53.22     | 55호선 중앙고속도로                                        | 강원특별자치도 | 원주시 | 광주방향의 경우 중앙고속도로 진출 불가능                                        |
| 10                       | 원주 분기점     | Wonju JC            | 3.73      | 56.95     | 50호선 영동고속도로                                        | 강원특별자치도 | 원주시 | 원주방향의 경우 영동고속도로(인천방향) 진출 불가능                              |
| 50호선 영동고속도로 직결 |                 |                     |           |           |                                                            |                |        |                                                                                 |

## 주요 통과지
경기도
- 광주시 (초월읍 - 곤지암읍) - 여주시 (산북면 - 금사면 - 흥천면 - 대신면 - 북내면) - 양평군 양동면

강원특별자치도
- 원주시 (지정면 - 호저면 - 지정면 - 가현동)

## 통행료
- 광주원주고속도로는 최소운영수입보장(MRG)이 없고, 통행료도 한국도로공사 요금(4,300원)과 비슷한 1.046배 수준(약 4,500원)으로 책정되었다.[14]
- 제2영동고속도로주식회사는 개통을 앞두고 통행요금을 4,500원으로 산정, 국토교통부에 신고하였다. 통행요금은 검증과 협의 등을 거쳐 최종 고시되었다.[15]

## 서원주 나들목개통 문제
서원주 나들목은 본래 광주원주고속도로 계획 당시에는 포함되지 않았던 나들목이었는데 원주시에서 지정면 일대에 원주기업도시를 조성하면서 이 나들목의 설치를 요구했고, 2014년 하반기부터 공사에 들어갔다. 그리고 2016년 11월 11일에 광주원주고속도로 개통에 맞춰 개통할 예정이었는데 제2영동고속도로주식회사와 원주시가 이 나들목의 운영비 부담 문제로 갈등을 빚어 개통이 불투명했으나, 2017년 2월 8일 원주시의회가 제192회 임시회 본회의에서 원주시가 제출한 '원주기업도시 활성화를 위한 서원주 나들목 운영 및 유지관리 협약서 동의안'을 심의·의결하여 이 나들목의 개통 문제를 해결했고, 같은 해 2월 28일에 개통되었다.